# Рядний двигун

Схема 4-циліндрового рядного двигуна

Рядний двигун — конфігурація двигуна внутрішнього згоряння з рядним розташуванням циліндрів, і поршнями, що обертають один загальний колінчастий вал. Часто позначається Ix або Lx, де x — кількість циліндрів в двигуні.

Рядний 8-циліндровий двигун з порядком роботи циліндрів 1-4-7-3-8-5-2-6

За такою схемою виконуються двигуни легкових та вантажних автомобілів, тракторів, а також великі малообертові суднові двигуни.
Основні переваги рядних двигунів:
- простота конструкції
- технологічність
- сприятливі умови роботи кривошипно-шатунного механізму (КШМ)
- більш рівномірний знос
- зручність та простота обслуговування

Головні недоліки рядних двигунів:
- підвищений габарит двигуна по довжині
- підвищений габарит по висоті — іноді вирішується шляхом нахилу двигуна.